# Бої за Лодзь
Бої за Лодзь — бої, в яких Лодзь було захоплене військами 1-го Білоруського фронту 19 січня 1945 року під час Вісло-Одерської операції під час Другої світової війни.

## Ситуація
18 січня 1945 р. частини 1-го Білоруського фронту під командуванням маршала Георгія Жукова: 1-а і 2-а гвардійські танкові армії в рамках Вісло-Одерської операції посилили наступ і вийшли на головні комунікації на Берлін. 8-а гвардійська армія, наступаючи з плацдарму Варка-Магнушев, вийшла до Лодзі.
Того ж дня о 13:00 колони 28-го і 29-го гвардійських армійських корпусів вийшли на залізничну колію Варшава-Пйотркув-Трибунальський, а розвідка вийшла на околиці села Дмосін, містаБжезіни. 5-та ударна армія визволила Лович.

### Підготовка до штурму
Генерал Василь Чуйков вирішив атакувати місто. Розроблено план штурму.
Війська були затримані на кордоні Дмосін-Бжезіни-Галкув. Бійцям дали один день відпочинку. До 2:00 розвідувальні підрозділи дивізії отримали дані про сили противника в Лодзі та прилеглих містах. Потім дивізії першої лінії 28-го і 29-го армійських гвардійських корпусів (всього чотири дивізії) підійшли до міста, щоб на світанку зайняти вихідні позиції для наступу. План передбачав обійти Лодзь з півночі та заходу.

## Штурм
Головні сили корпусів (28-й і 29-й) брали участь в наступі, виконуючи одночасні атаки зі сходу, північного сходу і заходу, через Згеж до Константинува-Лодзкого. 88-ма гвардійська дивізія Стшелецька, ведучи наступ на широкому фронті, вийшла на лінію Пйонтек — Озоркув. Бронетанкова група у складі 11-ї бронетанкової бригади та трьох окремих танкових полків під командуванням генерала Матвія Вайнруба швидко вийшла на західну околицю міста й закрила шлях для відступу німецьким військам. 4-й гвардійський армійський корпус, що залишився в резерві, був перекинутий на праве крило. Вони хотіли уникнути боїв у місті. Опівночі корпуси і дивізії почали штурм. Близько полудня стрілянина перекинулася з центру міста на південні райони. Підрозділи 28-го гвардійського армійського корпусу разом з бронегрупою генерала Вайнруба почали атаку. Група генерала Вайнруба досягла південно-західного краю Лодзі, а частини 28-го гвардійського армійського корпусу зайняли Озоркув, Александрув-Лодзький і Радогощ. Розвідники дійшли до дороги Лодзь-Константинув-Лодзький. Німецькі війська швидко відійшли на південний захід. Багато німецьких солдатів потрапило в полон.
19 січня Лодзь була звільнена 8-ю гвардійською армією за підтримки тактичних з'єднань 16-ї і 18-ї повітряних армій.

## Наслідки
Місто внаслідок боїв не постраждало (працювали водогін та електростанція, зокрема). Радість мешканців від визволення порушила звістка про вбивство, вчинене німцями у в'язниці в Радогощі, та розбій тилових частин Червоної Армії в Лодзі та його околицях.